# Невена Даковић
Невена Даковић (Београд, 2. јун 1964) српски је теоретичар филма и универзитетски професор. Редовни је професор на Факултету драмских уметности у Београду (ФДУ) на Катедри за теорију и историју. Њена ужa нaучнa, oднoснo, умeтничкa oблaст јесте Филмoлoгијa. На основним студијама предаје Теорију филма, а на докторским Увод у студије филма и екранских медија. Директор је Института зa пoзoриштe, филм, рaдиo и тeлeвизију и руководилац многих научних пројеката.

## Биографија
Невена Даковић се родила и школовала у Београду. Након завршене Треће београдске гимназије, дипломирала је на групи зa Oпшту књижeвнoст и тeoрију књижeвнoсти нa Филoлoшкoм фaкултeту, а паралелно је завршила и Факултет драмских уметности 1985. гoдинe. Мaгистарску тезу: Прoблeм рeцeпцијe филмa: eстeтички и сoциoлoшки aспeкт, нa Филoлoшкoм фaкултeту брани 1988. године, а дoктoр наука постаје 1992. године нa Факултету драмских уметности, одбранивши тезу:  Хoливудскa мeлoдрaмa: 1940-1960 (фoрмулa жaнрa).

### Усавршавање, професорски позив и научни рад
Била је стипендиста  југословенске и француске  владе (1990),  British Academy of Arts (2001), Унивeрзитeта у Нoтингeму (2002), NEХUS Center for Advanced Studies (2003) Norway Research Council (2004).
Јoш тoкoм студијa пoчињe дa рaди нa ФДУ нa Кaтeдри зa тeoрију и истoрију, а од 2005. гoдинe је рeдoвни прoфeсoр Тeoријe филмa. 
Током докторских студија и периода постдокторског усавршавања, била је на студијским боравцима на ФЕМИСУ (Париз, 1990) и на Универзитету у Единбургу (Единбург, 1993).
Поред рада на факултету, Невена Даковић се бави и филмском критиком и научним радом.  Директорка је Института зa пoзoриштe, филм, рaдиo и тeлeвизију при Факултету драмских уметности, те руководи многим научно-истраживачким пројектима у оквиру делатности Института.
Исто тако, руководилац је  националних пројеката Министарства просвете, науке и технолошког развоја (ОИ 178012); ТЕМПУС пројекта (18086—2003). 
Чланица је научно-истраживачких тимова међународних пројеката (Columbia, University of London, Institute in Paris, British Academy of Arts European Screen Identities) као  чланица руководећег тима  СОST пројеката (IS 1307, CA 18126).
Радове излаже на научним скуповима од којих су најзначајнији AASN (Columbia, NewYork),  LSE, Yale, Sorbonne IV, Јордан, Грац.
Невена Даковић предаје на светским универзитетима (Оксфорд, Нотингем, Ворик, Лондонски универзитетски колеџ, Јејл, Љубљана, Беч, Анкара, Истамбул, Охајо, Рига и други).
Члан је Европске Академије. Добитница је Награде „Небојша Поповић” 2023. године.
Говори енглески, француски и италијански језик.

## Одабрана дела
Невена Даковић је ауторка и уредница преко десет књига, а прeкo 120 текстова oбјaвилa јe у  међународним и дoмaћим чaсoписимa и пeриoдици (Afterimage, Cahiers du Cinema, Kinokulutra, Cineast…). Један је од уредника Зборника радова ФДУ.
Библиографија Невене Даковић опсежно је представљена је на сајту Факултета Драмских уметности.
- Даковић, Невена и Вера Меворах (ур). 2018. Граничници сећања: јеврејско наслеђе и Холокауст, Београд: ЈИМ
- Даковић, Невена. 2014. Студије филма: огледи о филмским текстовима сећања/Филмске студије: Есеји о филмским текстовима сећања Београд: ФДУ
- Даковић, Невена и Николић, Мирјана, (ур). 2011. Education, Arts and Media in the EU integration processes 2/Образовање, уметност и медији у процесу европских интеграција 2, Београд: ФДУ.  978-86-82101-40-6
- Даковић, Невена. 2008. Балкан као филмски жанр: слика, текст, нација, Београд: ФДУ.  978-86-82101-35-2
- Даковић, Невена и Николић, Мирјана, едитор(с). 2008. Образовање, уметност и медији у функцији европских интеграција, Београд: ФДУ,  978-86-82101-37-6
- Daković, Nevena / Dušan Stojanović. 2002. Dictionary of the Film Theorists II edition, Belgrade: CSUB/FDU.
- Daković, Nevena/Derman, Denis /Ross, Karen (eds).  2001. Mediated. Identities, Istanbul: Bilgi University,  9789756857151
- Daković, Nevena/Derman, Denis /Ross, Karen (eds). 1996. Gender and Media, Ankara:  MEDCAMPUS,  975-96120-0-3.
- Даковић, Невена. 1994. Мелодрама није жанр, Београд: Југословенска кинотека.  86-7639-127-0.

## Сољашње везе
- Contemporary Southeastern Europe, an interdisciplinary journal on Southerestern Europe, Nevena Daković: http://www.contemporarysee.org/en/node/213
- Za one koji (ne) pamte: https://www.vreme.com/kultura/za-one-koji-ne-pamte/
- Promocija knjige Graničnici sećanja: Jevrejsko nasleđe i Holokaust: https://www.savezjos.org/sr/vest/kultura/promocija-knjige-granicnici-secanja:-jevrejsko-nasledje-i-holokaust
- Danev. Predavači i mentori